# Antonio Esfandiari
Antonio Esfandiari (né Amir Esfandiari le 8 décembre 1978 à Téhéran, Iran) est un joueur de poker professionnel américain. Il est surnommé "The Magician" dans le milieu du poker. Il est connu pour avoir remporté le Big One for One Drop lors des WSOP 2012, doté d'un premier prix record de 18 millions de dollars.

## Biographie
Amir Esfandiari quitte l'Iran avec sa famille pour arriver à San José, en Californie à l'âge de 9 ans. À cause de moqueries à l'école, il change une première fois son prénom en "Anthony", avant de le changer une seconde fois, à 19 ans, en "Antonio". Sa mère rentre en Iran et il grandit avec son père et son frère cadet. À 16 ans il travaille comme serveur dans un restaurant et voit un spectacle de magie. Il exerce le métier de magicien professionnel après avoir obtenu un diplôme de fin d'étude en 1997.
Il est ami proche de Phil Laak, un autre joueur professionnel avec qui il partage un appartement durant quelques années.
Il est marié à Amal Bounahra, fille du joueur professionnel du poker Badih Bounahra. Esfandiari et son épouse ont eu un premier fils en janvier 2015, et un second quelque temps plus tard.

## Poker
En 2004, tout en travaillant comme magicien, il commence à jouer au poker et remporte une étape du World Poker Tour, le L.A. Poker Classics Main Event au à Los Angeles, pour un premier prix de 1,4 million de dollars. Deux mois plus tard, il remporte son premier bracelet aux World Series of Poker à Las Vegas dans le $ 2,000 Pot Limit Hold'em.
Esfandiari a participé aux deuxième et troisième saisons de Poker Superstars. Après avoir terminé dernier dans la deuxième saison, un an plus tard, il a réussi à terminer le tournoi à la deuxième place. Il a également participé à cinq des sept saisons de l'émission télévisé High Stakes Poker.
En mai 2007, Esfandiari était sur la chaîne à la carte américaine MOJO HD dans la série télévisée en huit épisodes, je vous parie avec son meilleur ami Phil Laak, dans laquelle les deux paris fous se font face. Également dans la comédie All in - Alles oder nichts film de l'année 2008, il a eu une apparition camée comme un joueur de poker comme Laak.
En 2008, il parvient en table finale du Main Event de l'EPT de Monte-Carlo
En 2010, il remporte le Doyle Brunson Five Diamond World Poker Classic pour un gain de 870 000 $
En juillet 2012, aux WSOP, Esfandiari a remporté le Big One for One Drop, le tournoi de buy-in le plus cher au monde à ce jour (1 millions de dollar de frais d'entrée). Esfandiari l'emporte devant 47 autres joueurs, il gagne un deuxième bracelet et la somme de 18 346 673 $, le prix le plus élevé de son histoire pour un tournoi de poker. Cette victoire le place directement en première place de la All Time Money List, le classement des joueurs en fonction de leurs gains en tournoi live. La même année, aux WSOP Europe à Cannes, Esfandiari remporte son troisième bracelet dans l'événement No Limit Hold'em à 1 100 €
En 2013, aux WSOP, il se classait quatrième au tournoi One Drop High Roller $ 111 111, le successeur du Big One qu'il avait gagné un an auparavant, gagnant 1 433 438 $.
En 2016, il remporte le main event du $ 1 500 WSOP Circuit - Los Angeles et un prix de 226 785 $.
En 2018, il déclarait que désormais père de deux enfants, ses priorités avaient changé, et qu'il se considérait comme un "fish" (joueur médiocre). Cependant, avec un total de 27,810,801 dollars gagnés en tournois, Antonio Esfandiari est classé 20ème de All Time Money List.

### Bracelets desWorld Series of Poker
| Année                             | Tournoi                          | Prix (US$)   |
| --------------------------------- | -------------------------------- | ------------ |
| World Series of Poker 2004        | 2 000 $ Pot Limit Hold'em        | 184 860 $    |
| World Series of Poker 2012        | 1 000 000 $ Big One for One Drop | 18 346 673 $ |
| World Series of Poker Europe 2012 | 1 100 € No Limit Hold'em         | 126 207 €    |

### Titres duWorld Poker Tour
| Année                 | Tournoi                                                 | Prix (US$)  |
| --------------------- | ------------------------------------------------------- | ----------- |
| World Poker Tour 2004 | 10,000 $ L.A. Poker Classic                             | 1 399 135 $ |
| World Poker Tour 2010 | 10 000 $ Doyle Brunson Five Diamond World Poker Classic | 870 124 $   |

## Caractéristiques
Son surnom The Magician lui vient de son passé de prestidigitateur.
Sa main préférée est le 7-9 : à ses débuts, ses amis lui disaient qu'il se devait d'avoir une main fétiche, c'est avec le 7-9 qu'il gagna alors trois énormes pots et cette main devint alors sa préférée.
Après chaque gros coup gagné, Antonio Esfandiari fait un mouvement de mains évoquant la prestidigitation au-dessus des jetons qu'il vient de gagner.